# Пабельон-де-Артеага (муниципалитет)
Пабельон-де-Артеага (исп. Pabellón de Arteaga) — муниципалитет в Мексике, входит в штат Агуаскальентес. Административный центр — город Пабельон-де-Артеага.

## История
Муниципалитет основан в 1964 году .

## Состав
В 2012 году в составе муниципалитета имелось 117 населённых пунктов. Крупнейшие из них:
| Русское название       | Испанское название     | Население |
| Всего в муниципалитете | Всего в муниципалитете | 41 862    |
| Пабельон-де-Артеага    | Pabellón de Arteaga    | 28 633    |
| Эмилиано-Сапата        | Emiliano Zapata        | 2995      |
| Лас-Анимас             | Las Ánimas             | 1794      |
| Санта-Исабель          | Santa Isabel           | 1065      |
| Сантьяго               | Santiago               | 1020      |